# Gyrus dentatus
De gyrus dentatus of getande winding is een onderdeel van de hippocampus. 

## Bouw
De gyrus dentatus bestaat uit drie lagen zenuwcellen (strata gyri dentati):

- Stratum moleculare
- Stratum granulare (korrellaag)
- Stratum multiforme

De korrellaag projecteert naar het CA3-gebied van de hippocampus (regio III cornus Ammonis).

## Functie
De cellen van de gyrus dentatus ontvangen veel excitatoire binnenkomende vezels vanuit de cortex entorhinalis. De meeste van deze prikkels worden via de korrelcellen in de tweede laag van de gyrus dentatus doorgegeven.

## Onderzoek
Onderzoek wijst uit dat bij zowel volwassen knaagdieren (m.n. ratten) als bij mensen de gyrus dentatus een van de weinige hersendelen is waar nog op grote schaal neurogenese, de vorming van nieuwe zenuwcellen na de geboorte, plaatsvindt.